# Cantonul Steenvoorde
Cantonul Steenvoorde este un canton din arondismentul Dunkerque, departamentul Nord, regiunea Nord-Pas-de-Calais, Franța.

## Comune
- Boeschepe (Boeschêpe)
- Eke (Eecke)
- Godewaarsvelde (Godewaersvelde)
- Houtkerke (Houtkerque)
- Oudezele (Oudezeele)
- Sint-Silvesterkappel (Saint-Sylvestre-Cappel)
- Steenvoorde (reședință)
- Terdegem (Terdeghem)
- Winnezele (Winnezeele)